# 令子 (グラビアアイドル)
令子（れいこ、1994年2月21日 - ）は、日本のグラビアアイドル。北海道出身。マイウェイプロモーション所属。

## 経歴
デビュー前は、医療事務の仕事をし、その後上京。
2020年4月より活動を始める。
2020年7月31日に発売された初のイメージDVD「甘い蜜」で本格デビュー。

## 人物
趣味は、旅行、散歩、食べること。特技は、さくらんぼのヘタ結び。
セールスポイントは、黒髪メガネのメリハリボディ。
ハマってることは、昭和歌謡曲（懐メロ）を聴くこと、ぬいぐるみ収集とそのぬいぐるみたちと戯れること、自分会議という名のウォーキング。
デビューのきっかけは、「昔からテレビ番組を見ることが好きで、ありのままの私自身を生かすことに憧れてました。自分に自信がないことを変えたい気持ちもあり、芸能界に興味を持っていました。知り合いにも芸能界に興味がある話をしていた中で、ご縁があり、今の事務所の社長を紹介していただきました。その時に抱いていることをお話しさせていただいたところ、ありがたいことにこのような形になりました」とインタビューで述べている。
将来の夢は、「令和のメガネグラドル＝令子」になること。グラビア以外のお仕事にも挑戦し、メガネの女性といえば令子と言って頂けるようになること。

## 作品

### イメージDVD
- 甘い蜜（2020年7月31日、スパイスビジュアル）[8]
- 都合のいい愛人と最高のヒトトキを楽しんだ一夜（2021年3月25日、エアーコントロール）[9]
- ひみつの令子先生（2021年12月22日、竹書房）[10]
- 令子のゾクゾクする吐息（2022年6月28日、エアーコントロール）[11]
- 楚楚（2024年2月20日、ラインコミュニケーションズ）[12]
- vs仮想エロス（2025年7月22日、エアーコントロール）[13]

### 動画配信
- Girls Entertainment BWH vol.34（2021年7月12日、CYBER CAFE）
- Girls Entertainment BWH vol.37（2021年8月10日、CYBER CAFE）

### VR
- はじめてのVR、はじめてのわたし。（2021年9月24日、ファンタスティカ）
- Stop! Look! Listen! Reiko（2021年10月8日、ファンタスティカ）

### デジタル写真集
- GzPress（サーティースリー）
  - No.442（2021年11月21日）
  - No.453（2021年12月24日）
  - No.463（2022年1月16日）
  - No.473（2022年2月6日）
  - No.483（2022年3月1日）
  - No.491（2022年3月10日）
  - No.499（2022年4月2日）

## 出演

### ラジオ
- Pro天狗（2021年12月5日、まえばしCITYエフエム） - ゲスト
- MAGI’s Town Now（2024年3月25日、渋谷クロスFM） - ゲスト[14]

### インターネットテレビ
- ヒロミ・指原の“恋のお世話始めました”（2023年4月6日、ABEMA） - ゲスト